# Крокусово поле
Крокусово поле /в буквален превод Шафранено поле/ или още Крокийска равнина, Крокионска равнина (на старогръцки: Κρόκιον πεδίον; на гръцки: Κρόκιο πεδίο) е в античната география плодородна алувиална равнина в ахейска Фтиотида - в югоизточния край на антична Тесалия и северозападното и западното крайбрежие на Пагасетийския залив. Според Страбон по крокусово поле протича река Амфрис, по крайбрежието на която по някое време Аполон пасъл кравите на Адмет. На брега на Амфрис Евполемея, дъщеря на Мирмидон, родила Еталид, вестителя на аргонавтите.
Днес това е полето или равнината на Алмирос. Етимологията произлиза от κρόκος - шафран.
На юг от полето е Отрис, а на полето се намирали античните градове Алос (Гал); Итон; Тива и Птелей. Според Страбон град Алос (Гал) бил основан от Атамант.  Южната част на равнината се наричала Атамантийска долина  и Атамантово поле  (на старогръцки: Αθαμάντιον πεδίον; на латински: Αthamantius campus) или Атамантия (на старогръцки: Αθαμαντία). Митът за аргонавтите е свързан с долината на Атамантия. Децата на Атамант Фрикс и Хела летели на златното руно през Понтийско море, т.е. Черно море, за да се спасят от Ино.
На хълма „Кастро“ (на старогръцки: Κάστρο) на 1.5 километра северно от село Микротиве, на мястото на Акропола на Тива е разкрито селище от неолита. 
Районът на Алос се споменава от Омир в списъка на корабите (Илиада), откъдето е формирано опълчението под предводителството на Ахил. Близо до Алос се намирала Фтия, родното място на Ахил и резиденцията на баща му Пелей. Царството на Протезилай включвало градовете от този район Филака, Пирас, Тива, Итон и Птелей. На крокусово поле почитали Деметра и Персефона. 
След прочутата битка на крокусово поле, Деметриас замества най-богатия от IV век пр.н.е. търговски град на областта - Тива, от който се изнасяла продукцията на плодородната равнина на днешен Алмирос. 
На крокусово поле са преселени през XX век гърци от Поморие - в Неа Анхиалос, а след малоазийската катастрофа и бежанци от Мала Азия, в резултат от размяна на население между Гърция и Турция, които гърци развили съвременното лозарство на полето. Те произвеждат най-известното вино от крокусово поле - „Анхиалос“ (Αγχίαλος), която е регистрирана винена търговска марка от 1971 г. 